# Бесхвостик Пелле (сериал)
Бесхвостик Пелле (швед. Pelle Svanslös) — шведский телесериал 1997 года снятый по мотивам книги Йёсты Кнутссона о «Бесхвостик Пелле». Сериал подготовил Микаэль Экман. Сценарий написали Анна Фредрикссон, Йонас Фрикберг и Пернилла Ольелунд. Сериал снятый в Уппсале. В 2000 году было выпущено продолжение сериала, Бесхвостик Пелле и большая охота за сокровищами (швед. Pelle Svanslös och den stora skattjakten). Сериал транслирующий как нордический рождественским календарем на государственном канале SVT.

## В ролях
- Бьёрн Чьелльман[швед.] — Бесхвостик Пелле
- Сесилия Льюнг[швед.] — Мая Гредднус
- Кристер Фант[швед.] — Монс
- Лейф Андре — Билль
- Йёран Торелл[швед.] — Булль
- Брассе Бреннстрём[швед.] — Триссе
- Сусан Эрнруп[швед.] — Гуллан из Аркадии
- Юнас Удденмюр[швед.] — Мурре из Скугстиббле
- Лена-Пиа Бернхардсон[швед.] — мать Мая Гредднуса
- Анна Нурберг[швед.] — Фрида
- Лакке Магнуссон[швед.] — Фритц
- Йунатан Дениш — Фридольф
- Йулия Дениш — Фридольфина
- Петер Харрисон[швед.] — Петтерссон
- Улла Акселсон[швед.] — старая Мая
- Бьёрн Гранат — Конрад
- Ларс Дейерт[швед.] — Туссе Батон
- Клас Монссон[швед.] — индюк Карл-Эрик
- Хенри Бронетт[швед.] — такс Макс
- Рубен Саллмандер[швед.] — Фрассе из Фрёсё
- Экке Олссон — Вилле-с-сельдью
- Катарина Эверлёв — Мирьям
- Франсеска Кварти[швед.] — Моник
- Андерс Беккман[швед.] — длинный Джон
- Йёста Прюцелиус[швед.] — рассказчик